# Diocesi di Oudtshoorn
La diocesi di Oudtshoorn (in latino: Dioecesis Oudtshoornensis) è una sede della Chiesa cattolica in Sudafrica suffraganea dell'arcidiocesi di Città del Capo. Nel 2021 contava 35.160 battezzati su 982.300 abitanti. È retta dal vescovo Noel Andrew Rucastle.

## Territorio
La diocesi comprende parte delle province sudafricane del Capo Occidentale e del Capo Settentrionale.
Sede vescovile è la città di Oudtshoorn, dove si trova la cattedrale del Santissimo Salvatore.
Il territorio si estende su 113.000 km² ed è suddiviso in 14 parrocchie.

## Storia
La prefettura apostolica del Capo di Buona Speranza, Distretto centrale fu eretta l'11 agosto 1874 con il breve Iam inde ab anno di papa Pio IX, ricavandone il territorio dal vicariato apostolico del Capo di Buona Speranza, Distretto occidentale (oggi arcidiocesi di Città del Capo).
Il 20 luglio 1885 cedette una porzione del suo territorio a vantaggio dell'erezione della prefettura apostolica di Orange River (oggi diocesi di Keimoes-Upington).
Il 9 aprile 1934 in virtù della bolla Quo spirituali di papa Pio XI cedette l'isola di Sant'Elena al vicariato apostolico del Capo di Buona Speranza, distretto occidentale.
Il 13 giugno 1939 cambiò il proprio nome in prefettura apostolica di Oudtshoorn.
Il 9 dicembre 1948 la prefettura apostolica fu elevata a vicariato apostolico con la bolla Ad altiorem dignitatis di papa Pio XII.
L'11 gennaio 1951 il vicariato apostolico è stato ancora elevato a diocesi con la bolla Suprema Nobis dello stesso papa Pio XII.
Il 16 dicembre 1960, con la lettera apostolica Eo contendentes, papa Giovanni XXIII ha proclamato la Beata Vergine Maria dal Cuore Immacolato patrona principale della diocesi.

## Cronotassi dei vescovi
Si omettono i periodi di sede vacante non superiori ai 2 anni o non storicamente accertati.
- Franziskus Xaver Hennemann, S.A.C. † (26 giugno 1922 - 30 giugno 1933 nominato vicario apostolico del Capo di Buona Speranza, Distretto occidentale)
- Teodoro Koenig, S.A.C. † (12 gennaio 1934 - 1947 dimesso)
- Bruno-Augustin Hippel, S.A.C. † (9 dicembre 1948 - 2 ottobre 1968 dimesso[2])
- Manfred Gottschalk, S.A.C. † (6 marzo 1969 - 20 aprile 1982 deceduto)
- Edward Robert Adams (2 maggio 1983 - 28 maggio 2010 ritirato)
- Francisco Fortunato De Gouveia (28 maggio 2010 - 2 luglio 2018 dimesso)
- Noel Andrew Rucastle, dal 4 maggio 2020

## Statistiche
La diocesi nel 2021 su una popolazione di 982.300 persone contava 35.160 battezzati, corrispondenti al 3,6% del totale.
| anno | popolazione | popolazione | popolazione | presbiteri | presbiteri | presbiteri | presbiteri                | diaconi | religiosi | religiosi | parrocchie |
| anno | battezzati  | totale      | %           | numero     | secolari   | regolari   | battezzati per presbitero | diaconi | uomini    | donne     | parrocchie |
| ---- | ----------- | ----------- | ----------- | ---------- | ---------- | ---------- | ------------------------- | ------- | --------- | --------- | ---------- |
| 1950 | 3.780       | 356.541     | 1,1         | 20         | 3          | 17         | 189                       |         | 27        | 109       |            |
| 1970 | 14.011      | 600.000     | 2,3         | 28         | 3          | 25         | 500                       |         | 31        | 110       | 24         |
| 1980 | 12.639      | 523.440     | 2,4         | 24         | 1          | 23         | 526                       |         | 30        | 75        | 25         |
| 1990 | 14.300      | 553.000     | 2,6         | 20         | 4          | 16         | 715                       | 2       | 24        | 45        | 33         |
| 1999 | 22.522      | 816.167     | 2,8         | 21         | 7          | 14         | 1.072                     | 3       | 21        | 34        | 17         |
| 2000 | 28.158      | 856.975     | 3,3         | 21         | 7          | 14         | 1.340                     | 4       | 22        | 34        | 17         |
| 2001 | 24.774      | 858.476     | 2,9         | 22         | 8          | 14         | 1.126                     | 4       | 21        | 27        | 17         |
| 2002 | 24.863      | 944.324     | 2,6         | 23         | 9          | 14         | 1.081                     | 4       | 19        | 27        | 17         |
| 2003 | 25.088      | 950.400     | 2,6         | 23         | 10         | 13         | 1.090                     | 3       | 17        | 19        | 17         |
| 2004 | 26.344      | 997.920     | 2,6         | 19         | 10         | 9          | 1.386                     | 5       | 12        | 22        | 17         |
| 2013 | 27.656      | 1.088.000   | 2,5         | 22         | 14         | 8          | 1.257                     | 6       | 9         | 26        | 17         |
| 2016 | 30.450      | 1.145.000   | 2,7         | 23         | 13         | 10         | 1.323                     | 4       | 10        | 27        | 17         |
| 2019 | 33.120      | 1.194.860   | 2,8         | 22         | 13         | 9          | 1.505                     | 2       | 11        | 23        | 14         |
| 2021 | 35.160      | 982.300     | 3,6         | 22         | 13         | 9          | 1.598                     | 1       | 11        | 23        | 14         |